# Dormitz
Dormitz là một đô thị thuộc huyện Forchheim (Upper Franconia) thuộc bang Bayern, Đức. Diện tích là 4,58 km2.

## Lịch sử
Dormitz được đề cập đến vào năm 1142 và năm 1146 trong 2 tài liệu.